# Donald Van Slyke

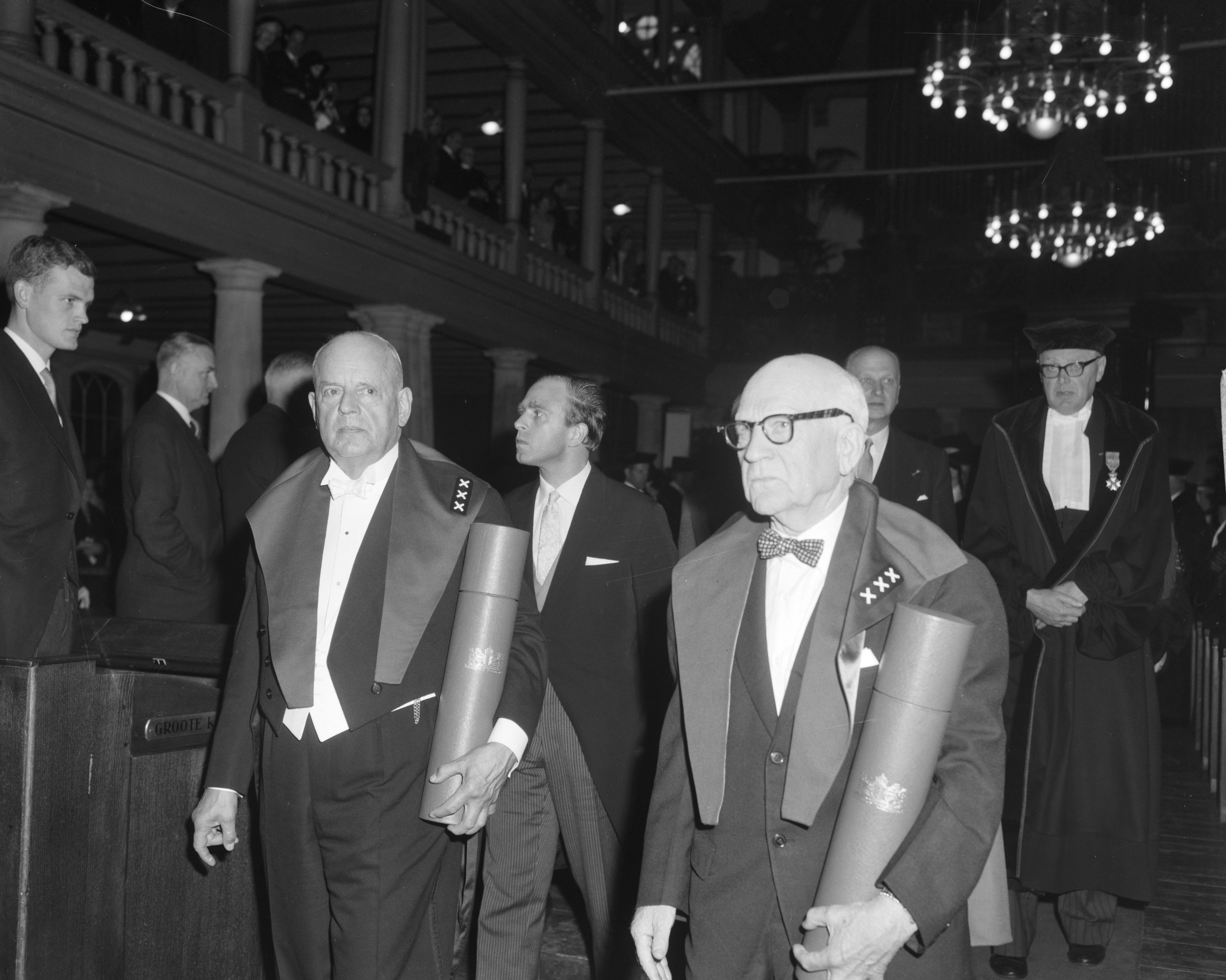
Ernst Crone und Donald Van Slyke (1962)

Donald Dexter Van Slyke (* 29. März 1883 in Pike, New York; † 4. Mai 1971) war ein US-amerikanischer Chemiker und Biochemiker. Er gilt in den Vereinigten Staaten als einer der Begründer der klinischen Chemie.

## Leben
Donald Van Slyke studierte an der University of Michigan mit dem Bachelorabschluss 1905 und der Promotion 1907 bei Moses Gomberg. Danach war er am Rockefeller Institute bei Phoebus Levene und 1911 ein Jahr in Berlin bei Emil Fischer. Damals befasste er sich mit der Zusammensetzung von Proteinen aus Aminosäuren und entdeckte die Aminosäure Hydroxylysin. 1914 wurde er leitender Chemiker am Hospital des Rockefeller Institute und war dort einer der Begründer der Klinischen Chemie. Er bestimmte unter anderem Gas- und Elektrolytgehalte in Geweben. Mit John P. Peters schrieb er das damalige Standardwerk Quantitative Clinical Chemistry. Von 1914 bis 1925 war er Herausgeber des Journal of Biological Chemistry. 1929 entwickelte er eine Clearance-Methode zur Funktionsprüfung der Nieren. 1948 wurde er stellvertretender Direktor der Abteilung Biologie und Medizin am Brookhaven National Laboratory und forschte in Brookhaven bis zu seinem Tod 1971.

## Preise und Mitgliedschaften
- 1921: Mitglied der National Academy of Sciences
- 1922: Fellow der American Association for the Advancement of Science
- 1932: Mitglied der Leopoldina[2]
- 1938: Mitglied der American Philosophical Society[3]
- 1939: Willard Gibbs Award
- 1939: Jade-Orden, Republik China
- 1940: Mitglied der American Academy of Arts and Sciences[4]
- 1942: Kober Medal, Association of American Physicians
- 1953: Fisher Award in Analytical Chemistry, American Chemical Society
- 1954: John Phillips Memorial Award, American College of Physicians
- 1957: erster Van Slyke Award in Clinical Chemistry, American Association of Clinical Chemists
- 1962: erster Scientific Achievement Award, American Medical Association
- 1964: Ames Award, American Association of Clinical Chemistry, 1964
- 1965: National Medal of Science
- 1965: Elliott Cresson Medal
- 1967: Academy Medal for Distinguished Contributions in Biomedical Science, New York Academy of Medicine

Er war neunfacher Ehrendoktor (u. a. Oslo, Amsterdam, Ulm, Yale, London, Chicago) und Mitglied der National Academy of Sciences.

## Schriften
- mit John P. Peters: Quantitative Clinical Chemistry. 2 Bände, Williams and Wilkins, Baltimore 1931, 2. Auflage 1946.
- mit John Plazin: Micromanometric Analyses. Williams and Wilkins, Baltimore 1961.